# Geistthal
Geistthal est une ancienne commune autrichienne du district de Voitsberg en Styrie. Le 1er janvier 2015, les communes de Geistthal et Södingberg fusionnèrent pour former la commune de Geistthal-Södingberg.